# Richard Jefferson
Richard A. Jefferson (1956) é um biólogo estadunidense, fundador da ONG australiana CAMBIA. Em dezembro de 2003, Jefferson foi listado pela revista Scientific American entre os 50 mais influentes tecnólogos do mundo.

## História
Jefferson nasceu em Santa Cruz, Califórnia, e formou-se em genética molecular pela University of California em Santa Bárbara em 1978. Fez seus estudos de doutorado na University of Colorado, em Boulder, onde desenvolveu um sistema de melhoria de culturas denominado GUS. Em 1985, mudou-se para Cambridge, Inglaterra, onde trabalhou no Plant Breeding Institute (PBI) e gerenciou o processo de produção da primeira colheita transgênica do mundo em 1 de junho de 1987.
Entre 1989 e 1991, Jefferson foi consultor de biologia molecular da FAO, tendo realizado vários trabalhos para as Nações Unidas na África. Ainda em 1991, ele fundou a CAMBIA, inicialmente como um instituto de pesquisa agronômica privada, tendo prestado serviços de consultoria para a Fundação Rockefeller em biotecnologia de arroz na Ásia.
Jefferson e seus colaboradores diretos no instituto mudaram-se então para a Austrália, onde CAMBIA foi registrada como uma organização não governamental a partir de 1994.

## Patentes
Jefferson possui várias patentes registradas em seu nome em diversos países, principalmente nos Estados Unidos da América e Reino Unido. No Brasil, em 2007 havia uma patente aguardando aprovação (BR 9811748, GUSPlus, que aproveita genes da bactéria Escherichia coli como agentes de transformação de células de plantas e animais).

## Obras selecionadas
- Jefferson R.A. "Science as Social Enterprise: The CAMBIA BiOS Initiative", Innovations: MIT Press, Vol.1:4 2007. pp. 13–44.
- Jefferson R.A. The GUS Reporter Gene System. Nature, 342:837-838, 1989.